# 284
Cette page concerne l'année 284  du calendrier julien. Pour l'année 284 av. J.-C., voir 284 av. J.-C. Pour le nombre 284, voir 284 (nombre).
L'année 284 est une année bissextile qui commence un mardi.

## Événements
- Campagnes victorieuses de Carin sur le Rhin et peut être aussi en Bretagne ; il prend les titres de Germanicus Maximus et Britannicus Maximus[1].
- Numérien quitte la Syrie  et entreprend de rentrer en Italie ou sur le Danube. Il tombe malade en Bithynie, probablement atteint d'un trachome, et doit poursuivre sa route en litière[1].
- Le vendredi 29 août 284 (selon le calendrier julien) est le premier jour de l'an I de l'Ère copte.

- 11 septembre : point de départ du calendrier copte[2].
- 12 septembre : Carin donne des jeux magnifiques à Rome[3].

- Novembre : l'empereur romain Numérien est assassiné secrètement dans sa litière, peut-être par son beau-père le préfet du prétoire Arrius Aper, qui cache sa mort quelque temps ; Aper est mis à mort à Nicomédie quand les généraux soupçonneux découvrent la supercherie[1]. Carin est seul maître de l'empire.

- 20 novembre[4] : Dioclès, comte des domestiques, est proclamé empereur romain en Bithynie par la garde prétorienne et prend le nom de Dioclétien (fin de règne en 305). Carin marche alors contre lui à la tête des troupes d’Occident. Il remporte la victoire du Margus, mais meurt dans l’action (285)[1].

- Ambassade du Royaume de Champa (Linyi) à la cour de Chine[5].

## Naissances en 284
- Anysie de Thessalonique.

## Décès en 284
- Novembre : Numérien, fils de Carus, empereur romain.